# Arquitectura religiosa de Sevilla
La arquitectura religiosa de Sevilla es de una gran variedad y riqueza monumental y artístíca encabezado por el conjunto monumental que forma la catedral y concluyendo en pequeñas capillas con mucho diseño barroco.  

## Catedral
Hagamos una Iglesia que los que la vieren labrada nos tengan por locos
Versión popular de la decisión de los canónigos de Sevilla en 1401.

La catedral de Sevilla, es la catedral gótica más grande del mundo, y el tercer templo en cuanto a tamaño tras la Basílica de San Pedro en la Ciudad del Vaticano y la San Pablo en Londres.  En 1987 fue declarado por la UNESCO Patrimonio de la Humanidad.
Su construcción se decidió en 1401, sobre el solar que ocupaba la antigua Mezquita Aljama de Sevilla. La construcción se fue realizando a lo largo de varios siglos, distinguiéndose varios estilos arquitectónicos:
- Gótica (1433-1528). La mezquita comenzó a ser derribada en 1433, y a compás con su demolición, se construyó un gran templo gótico, muy austero y riguroso, que se estrenó, aunque inconcluso, en 1507.

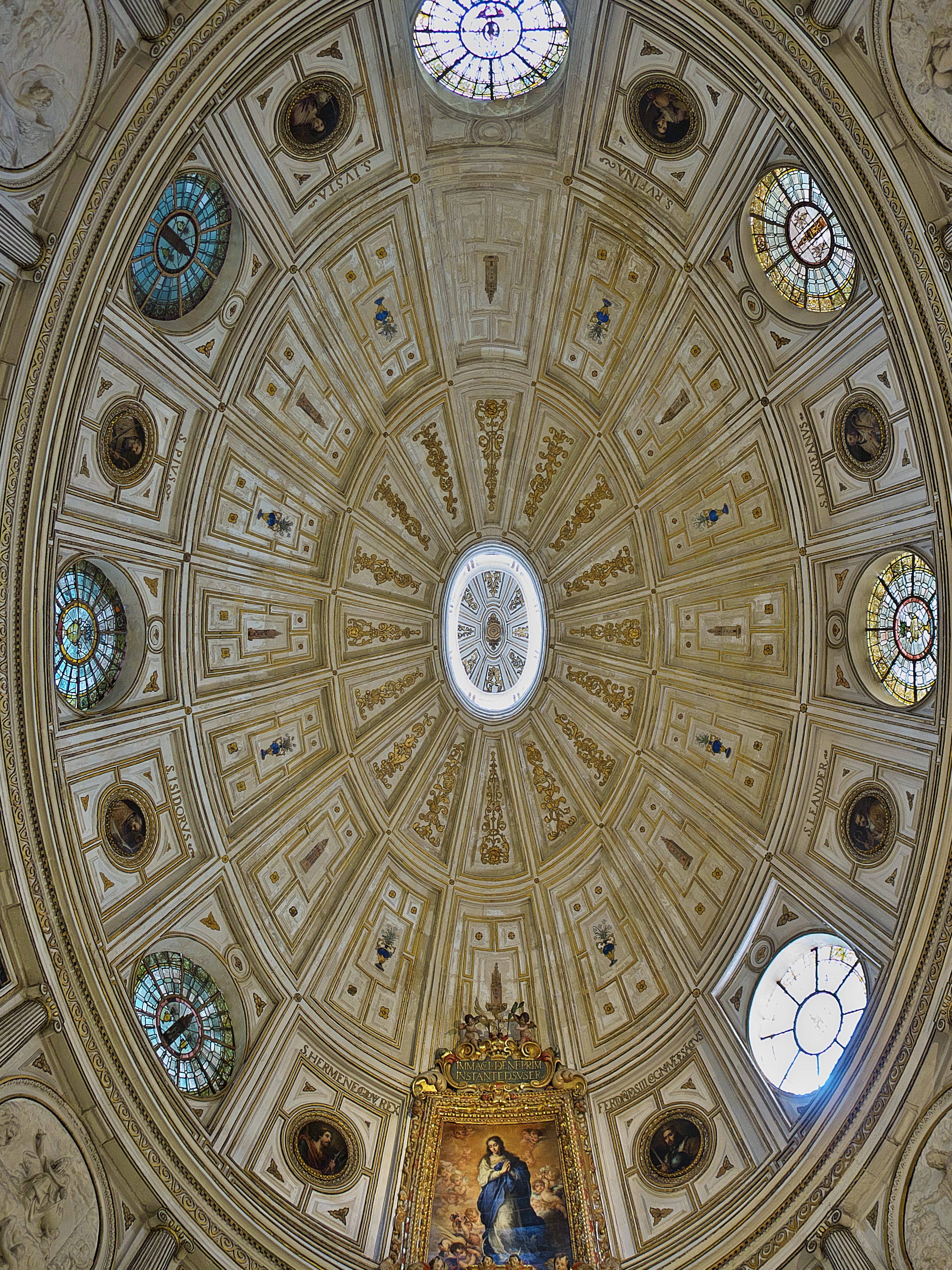
Bóveda de la sala capitular de la catedral.

- Renacentista (1528-1593). En este  periodo, se construyeron una serie de dependencias incluidas o anexas al templo gótico,  obras cuyo común denominador fue la formalización clásica, en los estilos convencionales que van desde el "plateresco" hasta el "manierismo"; puede decirse que la catedral y sus dependencias quedaron terminadas en 1593.

- Barroca (1618-1758). Corresponde casi exclusivamente a la construcción de la Iglesia del Sagrario, cuyas obras se iniciaron en 1618 y no se concluyeron hasta 1663; a este edificio le acompañaron en el mismo estilo una serie de pequeños agregados en el frente de Poniente, y un buen número de grandes muebles, tales como los órganos y varios retablos.

- Académica (1758-1823). Son obras neoclásicas, realizadas a partir de la propia cultura local o por imposición de la academia madrileña; además de interesantes muebles.

- Neogótica (1825-1928). Comenzó en 1825 un proceso, que no se cerró hasta 1928, dedicado a la reparación de las obras góticas deterioradas y la terminación o finalización de las partes que habían quedado inconclusas en las etapas anteriores de acuerdo al plan gótico inicial.

El conjunto monumental de la catedral lo complementan:
La Giralda  que ejerce la función de torre y de campanario de la catedral de Sevilla. Patrimonio de la Humanidad desde 1987. Fue construida en su base a imagen y semejanza del alminar de la mezquita Kutubia de Marrakech (Marruecos), aunque el remate superior y campanario es de progenie europeo renacentista.
El Patio de los Naranjos es un espacio rectangular, a modo de patio interior, que actúa como claustro de la catedral. Hoy día, (2008) el Patio de los Naranjos es uno de los anexos más importantes de la catedral de Sevilla, estando totalmente integrado en ella.
La Capilla Real hace las funciones de cabecera de la catedral. Se trata de una construcción singular. En dicha capilla está ubicado el panteón del Rey Fernando III y de su hijo, Alfonso X, junto con los sepulcros de algunos otros miembros de la familia real de la época,  en ella se encuentra la imagen gótica de Santa María de los Reyes, patrona de la archidiócesis de Sevilla.
Cabe destacar también los tesoros del templo y una gran cantidad de pinturas de Murillo, como los retratos de San Isidoro o San Leandro; cuadros como Santa Teresa, de Zurbarán, y la cabeza esculpida de San Juan Bautista. La tumba de Cristóbal Colón, mausoleo que fue obra de Arturo Mélida se encuentra en el brazo derecho del crucero de la catedral. Cuenta la leyenda que aquí reposan los restos del famoso descubridor de América.

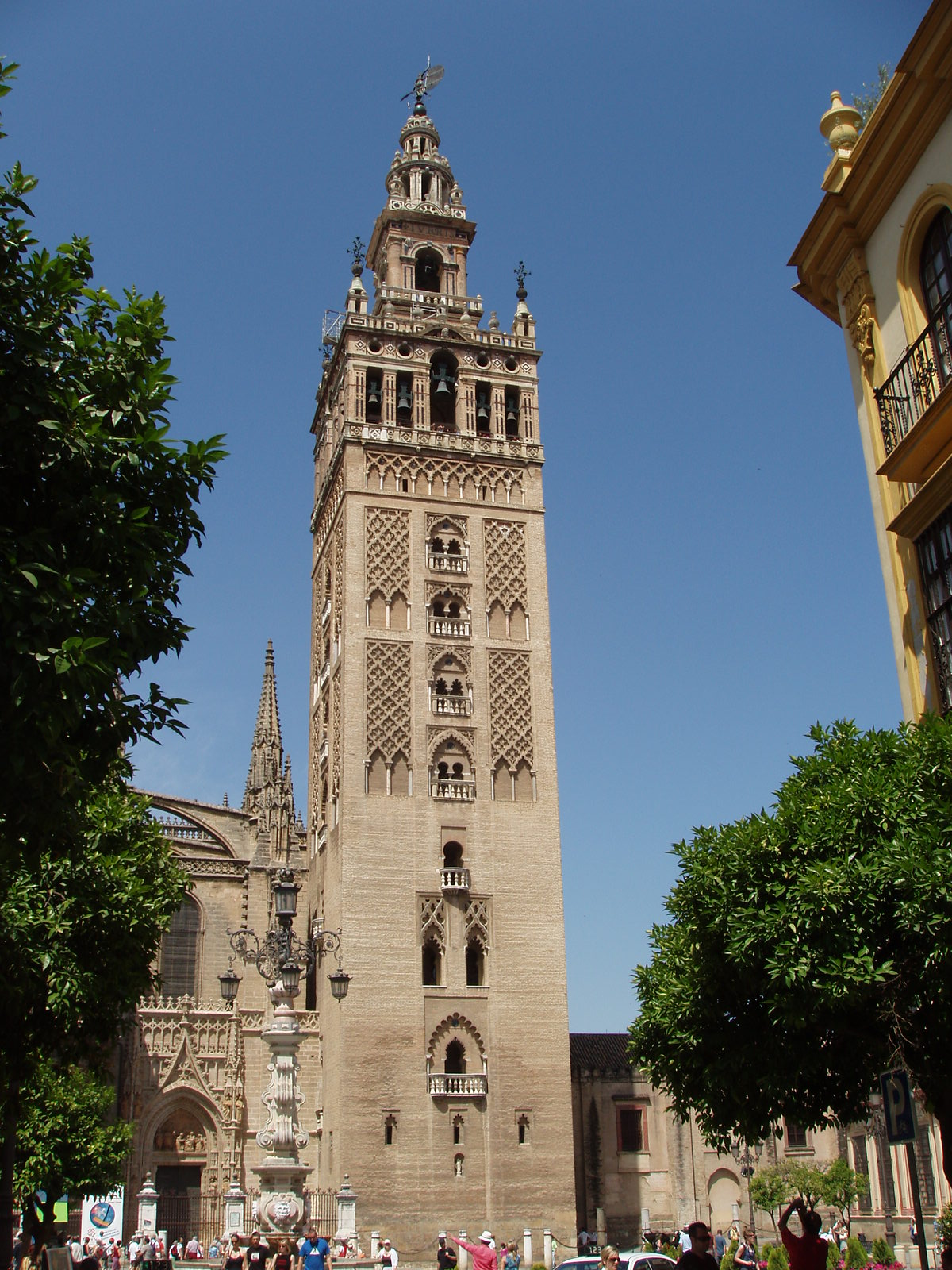
Giralda de Sevilla.

## Giralda
Giralda es el nombre que recibe el campanario de la Catedral de Sevilla. Desde el punto de vista turístico es el monumento más famoso de la ciudad. Los dos tercios inferiores de la torre corresponden al alminar de la antigua mezquita de la ciudad, de finales del siglo XII, en la época almohade, mientras que el tercio superior es un remate añadido en época cristiana para albergar las campanas. En su cúspide se halla una bola llamada tinaja sobre la cual se alza el Giraldillo, estatua de bronce que hace las funciones de veleta y que fue una de las esculturas más grande del Renacimiento europeo. En 1928 fue declarada Patrimonio Nacional y en 1987 integró la lista del Patrimonio de la Humanidad.
La historia de la construcción de la Giralda se inicia con el cuerpo musulmán. Fue construido en 1184 por orden del califa Abu Yaqub Yusuf. Se basó en el alminar de la mezquita Kutubia de Marrakech (Marruecos). A raíz de un terremoto ocurrido en 1365 se perdió la antigua esfera original de cobre que coronaba la torre, que fue sustituida por un sencillo alminar. Posteriormente, en el siglo XVI, se añadió el cuerpo de campanas y además se construyó un remate en forma de estatua que representa la Fe. La estatua fue instalada en 1568. La palabra giralda proviene de girar y hace referencia a la "veleta de torre que tiene figura humana o de animal". Con el paso del tiempo, ese nombre pasó a denominar a la torre en su conjunto, comenzándose a conocer a la figura que la corona como el Giraldillo.
El acceso hasta el campanario mirador se realiza por unas rampas que fueron diseñadas para poder subir montado a caballo. Desde arriba se contempla una panorámica de toda la ciudad así como de las colinas circundantes del Aljarafe y los Alcores.
Tanto en España como en el resto del mundo existen diversas réplicas de la Giralda. Entre las primeras cabe destacar las existentes en Badajoz, en Carmona (Sevilla), y en la localidad catalana de Arbós, ésta a escala 1:2. En Estados Unidos existe una réplica en Kansas City, ciudad hermanada con Sevilla. También existió una copia en el Madison Square Garden de Nueva York que fue destruida.

## Palacio arzobispal
El palacio arzobispal de Sevilla se encuentra en la plaza Virgen de los Reyes del barrio Santa Cruz. Es la residencia del arzobispo de la Archidiócesis de Sevilla (España), que desde 2021 es José Ángel Saiz Meneses. 

## Iglesias monumentales

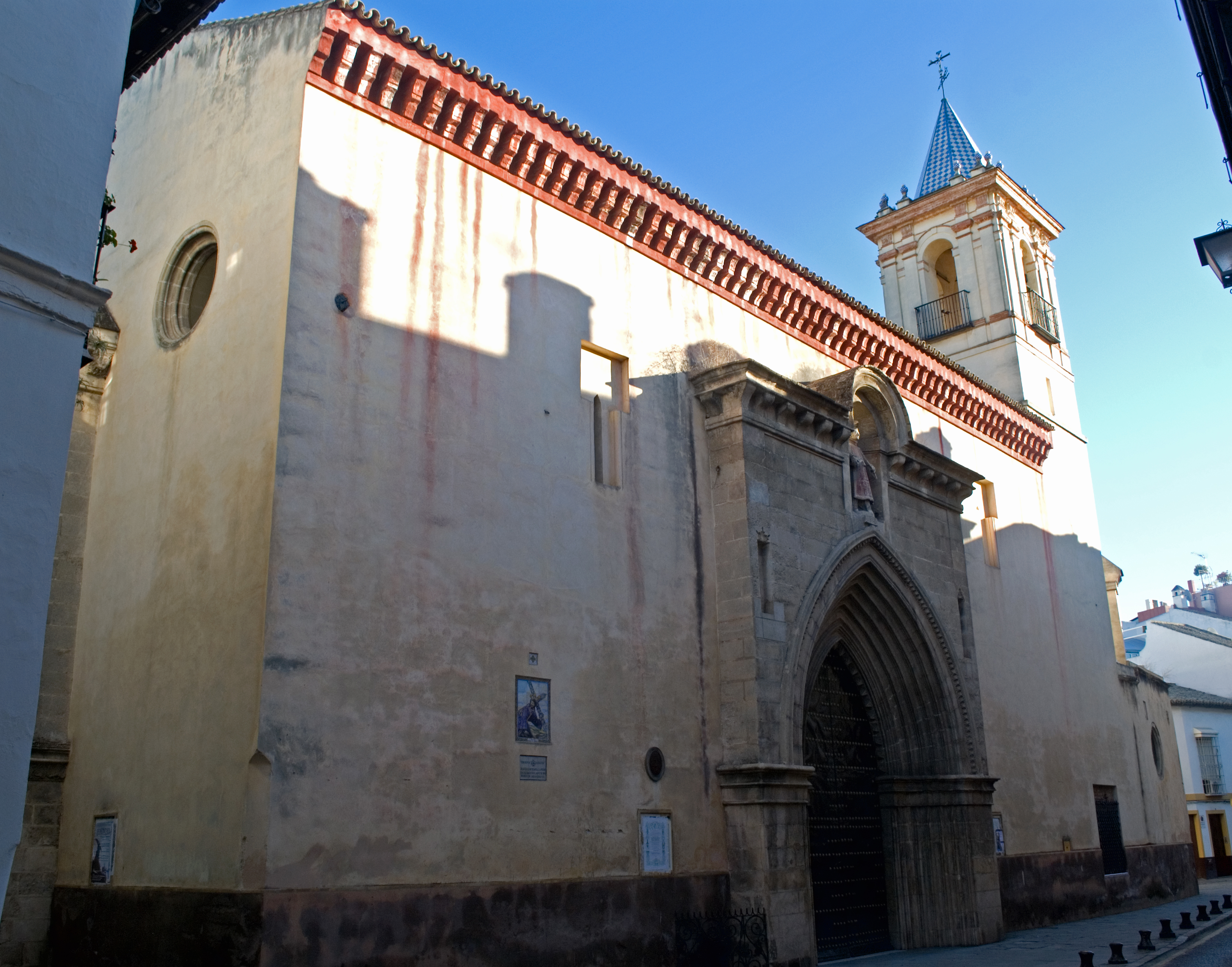
Vista general de la iglesia de San Esteban.

### Arquitectura Gótico-mudéjar
Iglesias construidas tras la conquista de Sevilla en 1248, combinando la arquitectura castellana de los conquistadores con las técnicas de la mano de obra local de los alarifes. 
Sevilla llegó a tener una importancia excepcional durante la Edad Media, así como una gran población, pues no en vano la ciudad fue elegida en Al-Ándalus como sede de la capital del Imperio almohade, la poderosa tribu del norte de África que tomó el relevo en el mando sobre el territorio islámico en la península ibérica durante los siglos XII y XIII.
El perímetro urbano de Sevilla era muy extenso en 1248, el año en que se produce su conquista por las tropas castellanas al mando de Fernando III El Santo, quien se encontraría una ciudad con un notable número de mezquitas repartidas por todo su interior; mezquitas que en un primer momento y como medida de urgencia serían consagradas de inmediato al culto cristiano para el uso religioso de la población resultante tras el nuevo marco social y político surgido a partir de la toma de la ciudad. La conquista de la ciudad supuso, de forma inmediata, una crisis poblacional que fue superándose lentamente con la vuelta o recepción de la población mudéjar que había abandonado la ciudad. 
En 1250 se habían dotado 24 iglesias parroquiales, más adelante las mezquitas serían reemplazadas paulatinamente por las nuevas iglesias cristianas, en un momento todavía poco apropiado para acometer costosas empresas constructivas, por lo que se aprovecharía parte de las construcciones anteriores, así como de la abundante mano de obra existente en su población mudéjar (población de origen musulmán que decide convertirse al cristianismo para no ser expulsada de la ciudad).
Surge así un nuevo tipo de iglesias, las gótico-mudéjares, que combina la tradición islámica local con el arte gótico que aportan los vencedores llegados desde Castilla. Son iglesias pequeñas y modestas que se levantan desde la segunda mitad del siglo XIII y hasta el siglo XV, y de las que afortunadamente nos han quedado muchos buenos ejemplos, algunos lógicamente muy modificados por distintas transformaciones realizadas a lo largo de los siglos y hasta nuestros días.
Emparentadas con el magnífico grupo de las Iglesias Fernandinas surgido en Córdoba en condiciones similares, las iglesias gótico-mudéjares de Sevilla cuentan con unas características propias que las hacen fácilmente reconocibles.
El modelo se caracteriza en su exterior por portadas en piedra de estilo gótico, con algunos elementos almohades. En el interior se disponen de tres naves, siendo la central de mayor altura que el resto, se encuentra separadas por pilares. La techumbre suele ser musulmana de madera labrada (alfarje) o armadura a dos aguas y tejado a una sola en las naves laterales. 

#### Planta
La planta de estas iglesias se caracteriza por ser de forma rectangular alargada y suelen presentarse inicialmente aisladas, con sus cuatro fachadas vistas. Cuentan con un total de tres naves, siendo la central más ancha y alta que las laterales, y sobresaliendo en ellas el ábside del cuerpo central, de planta poligonal y generalmente precedido por un tramo recto inicial.   

#### Estructura
Su estructura está constituida siempre por gruesos muros de ladrillo en todo su perímetro, así como en sus pilares centrales, que se organizan en dos hileras paralelas al eje longitudinal de la iglesia, y en los altos arcos apuntados de acuerdo al estilo gótico, que descansan sobre ellos. 

#### Ábside
Situados en la cabecera de la nave central, y con planta poligonal, sobresale del resto del cuerpo de la iglesia. Presenta robustos contrafuertes en sus ángulos y altas ventanas ojivales en el centro de sus paños, y como elemento característico, suelen estar almenadas, presentando así un cierto aspecto defensivo y militar.  

#### Cubierta
Las cubiertas se resuelven de forma distinta, intencionadamente, para las naves y para la Capilla Mayor o ábside. Así, las tres naves de la iglesia se cubren con artesonado de estructura de madera, a dos aguas la central a mayor altura, y a una sola pendiente las laterales, a menor altura. En claro contraste con esto, la Capilla Mayor se cubre con una complicada estructura de nervadura ojival en piedra tallada, simbolizando con ello la importancia del recinto y que por cuestiones religiosas se oponía al modesto ladrillo usado en las soluciones islámicas. 

#### Fachada
Las fachadas, realizadas en ladrillo y de muy sencilla composición son especialmente sobrias, sin elementos decorativos, y en ellas sólo rompen su horizontal monotonía las sencillas ventanas y las portadas, estas realizadas en piedra y de pequeñas dimensiones, con arquivoltas de arcos apuntados, generalmente adelantadas sobre el paramento, con algún arco labrado con los clásicos dientes de sierra o puntas de diamante, enmarcadas en alfiz rectangular. 
En algunos casos, la portada principal, generalmente a los pies, muestra una decoración mudéjar especialmente interesante que combina los elementos decorativos se ladrillo que forman arcos ciegos entrelazados con otros de piedra en los canes superiores con forma animal o fantástica y las figuras de santos sobre peana y con doselete superior, cuyo ejemplo más completo es el de la iglesia de San Esteban. 
En general su aspecto exterior refleja visiblemente la estructura interior de las tres naves interiores de la iglesia, tanto en las alturas como en las pendientes, y suele presentar uno o tres pequeños rosetones góticos para la iluminación interior del templo.

#### Torre
Situada generalmente a los pies de la fachada principal, las torres de las iglesias gótico-mudéjares de Sevilla suelen aprovechar los alminares de las anteriores mezquitas existentes previamente en el solar para colocar sobre ellas el cuerpo de campanas, al igual que se hizo luego con la gran Mezquita Mayor de la ciudad y la Giralda.
En algunos casos, no obstante, estas torres no fueron objeto de esa frecuente ampliación, como ocurre en las Iglesias de Santa Marina y de Santa Catalina, con lo que su imagen actual será muy similar a la que tendrían todas ellas en su época originariamente.
Realizadas completamente en ladrillo, se presentan con planta cuadrada y notable esbeltez, y muestran en sus sobrios paramentos las clásicas ventanas mudéjares con arcos de herradura enmarcadas en alfiz. 
En los casos más interesantes es de admirar la delicada labor decorativa de paños de sebbka que aparecen en algunos de sus paramentos, como ocurre en el caso de la de las Iglesias de San Marcos y de Omnium Sanctorum.

#### Capillas funerarias
Otro elemento de interés en este tipo de iglesias son las capillas funerarias, construidas como añadidos a las naves laterales existentes, generalmente tienen planta cuadrada y cubiertas con bóvedas ochavadas sobre trompas, en imitación del estilo de la cúpula andalusí.

#### Iglesias
| | |
| - Iglesia de San Juan de la Palma - Iglesia de San Julián - Iglesia de Santa Marina - Iglesia de San Marcos - Iglesia de Santa Catalina - Iglesia de San Andrés - Iglesia de San Esteban - Iglesia de San Isidoro - Iglesia de San Pedro | - Iglesia de San Lorenzo - Iglesia de Omnium Sanctorum - Iglesia de San Sebastián - Iglesia de San Vicente - Iglesia de Santa Ana - Iglesia de San Martín - Iglesia de San Román - Iglesia de San Gil - Iglesia de Santa Lucía |

### Arquitectura renacentista

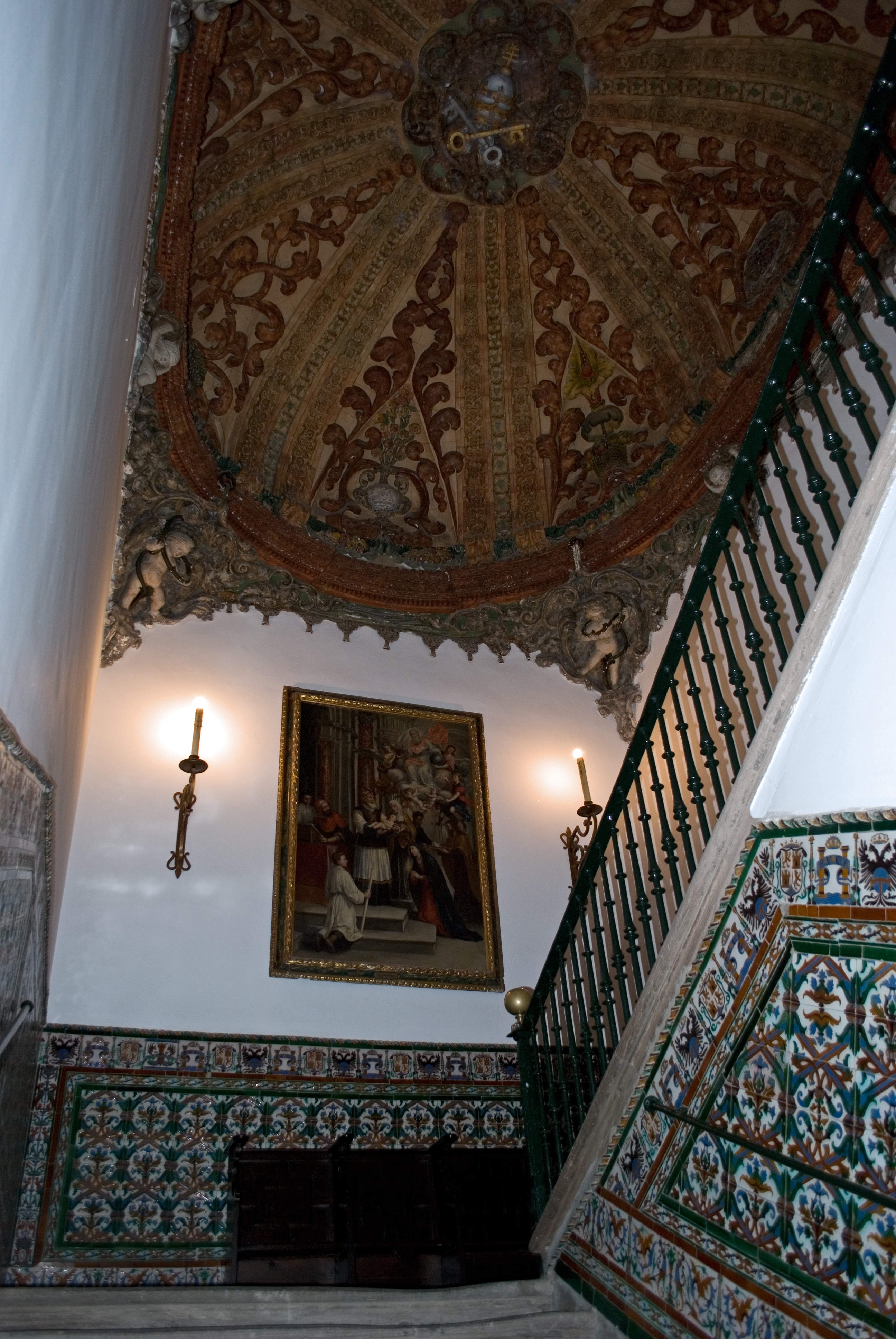
Detalle de la escalera y la bóveda que la cubre, en el Hospital de los Venerables.

- Iglesia de la Anunciación

### Arquitectura barroca
- Iglesia de San Luis de los Franceses
- Iglesia de la Magdalena
- Iglesia de El Salvador
- Hospital de la Caridad
- Hospital de los Venerables
- Iglesia del Sagrario
- Iglesia de Santa Cruz
- Iglesia de San Nicolás de Bari
- Capilla de San José.
- Iglesia del Buen Suceso
- Iglesia de San Bernardo

### Estilo neoclásico
- Iglesia de San Ildefonso
- Iglesia de San Bartolomé

### SigloXX
- Capilla del Carmen

### Iglesias derruidas
- Iglesia de Santa María Magdalena. En sus solar se encuentra la actual plaza de la Magdalena
- Iglesia de San Miguel. En la plaza del Duque, sobre su solar está el edificio de Comisiones Obreras
- Iglesia de San Juan de Acre. Junto a la puerta de San Juan
- Iglesia de Santa Cruz. Localizada donde actualmente está la plaza de Santa Cruz

## Basílicas
- Basílica de la Macarena
- Basílica del Gran Poder
- Basílica de María Auxiliadora
- Basílica del Cristo de la Expiración.

## Conventos y monasterios

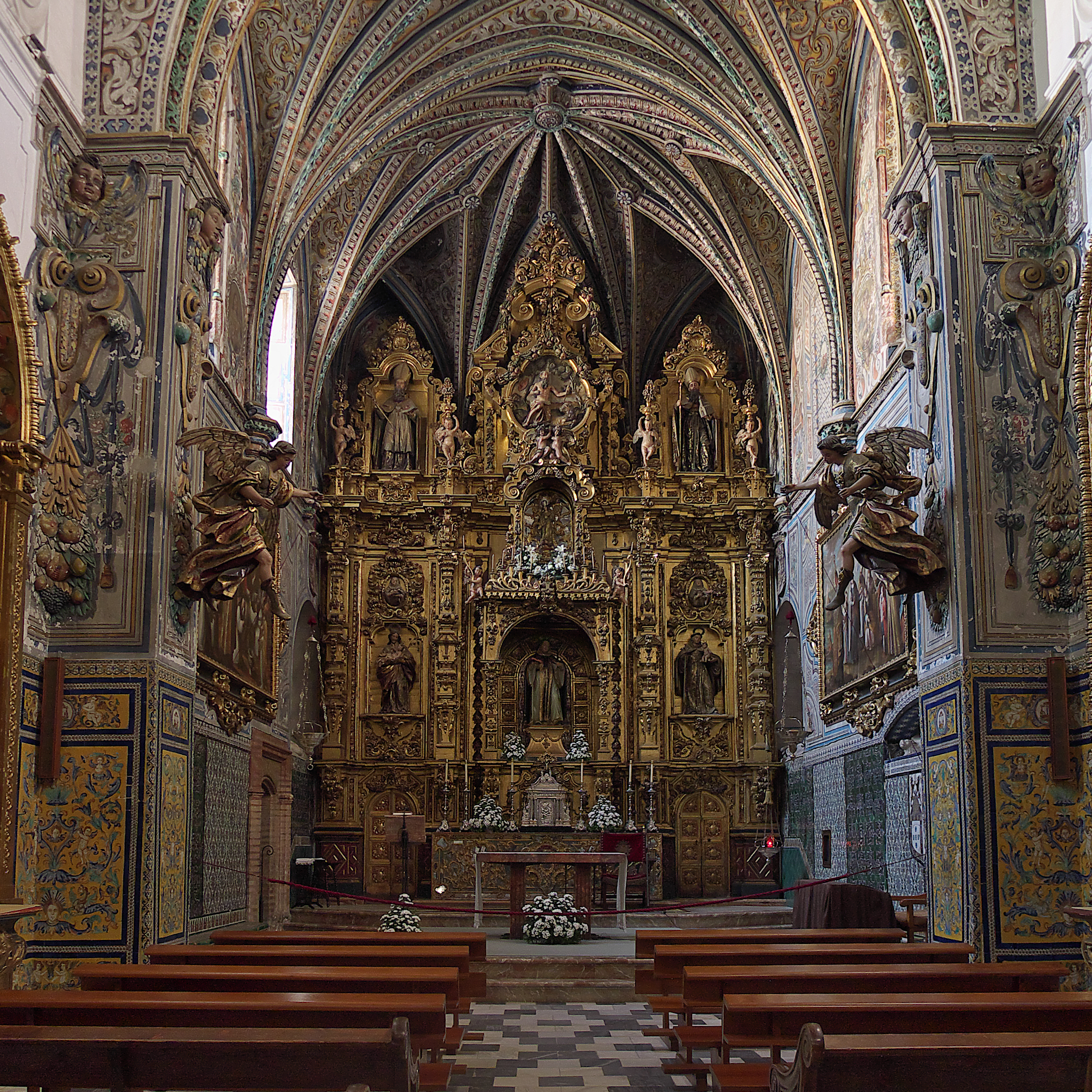
Interior de la iglesia del Convento de Santa Paula.

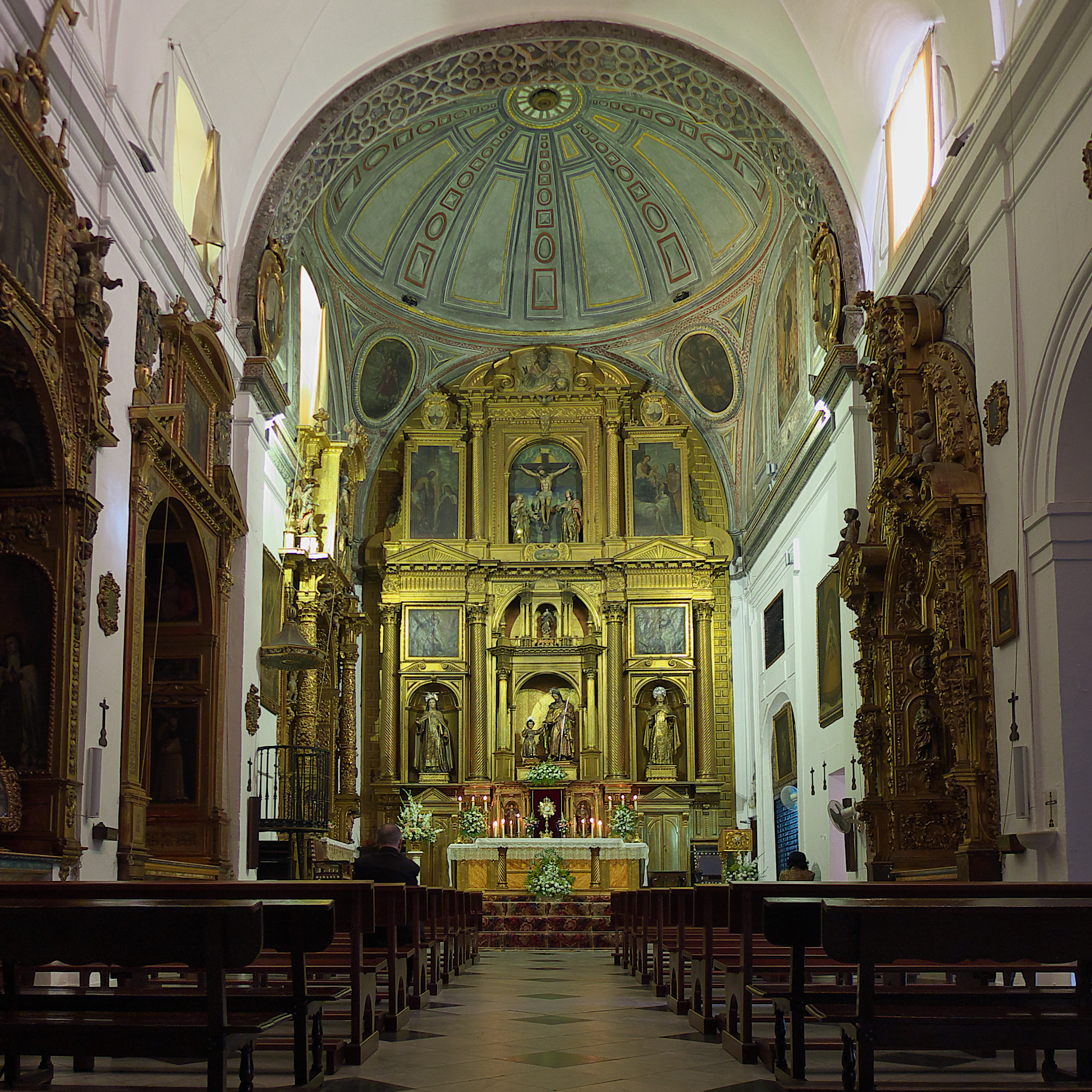
Convento de las Teresas.

### Actuales
- Convento de Santa Paula, de monjas clarisas.
- Real Monasterio de San Clemente, de monjas cistercienses, cuya iglesia es Monumento Nacional.
- Convento de Santa Inés, de monjas clarisas. En el año 1992, los antiguos dormitorios fueron acondicionados como sala de exposiciones.
- Convento de Santa Ana, de monjas carmelitas, en la calle Santa Ana.
- Convento de Santa Rosalía, de madres capuchinas, fundado en 1700 por Jaime de Palafox, arzobispo de Sevilla.
- Convento de la Asunción, de mercedarias calzadas. Fue fundado en el siglo XVI, exclaustrado en el siglo XIX y demolido en el siglo XX. Tras la exclaustración, la comunidad se trasladó al Convento de Santa María del Socorro. En 1895 esta comunidad de mercedarias se trasladó al exclaustrado Monasterio de Santiago de la Espada, que fue rebautizado como Convento de la Asunción.[9]
- Convento de Madre de Dios, de monjas dominicas, ubicado en la calle de San José, establecido en 1486, el edificio data de comienzos del siglo XVI. Juan de Oviedo labró el relieve de la portada de la iglesia hacia 1590.
- Convento de Santo Tomás de Aquino, de frailes dominicos. Instalado en 1992 donde estuvo, hasta 1974, el Convento de Santa María la Real, de monjas dominicas, que se trasladaron a otro cenobio con el mismo nombre en Bormujos.[10][11]
- Convento de Nuestra Señora de la Consolación, de monjas mínimas. Instalado en el siglo XVI en Triana, en 1595 se trasladó a la intersección de la calle Sierpes con la calle Rioja. En 1602 fue fundado en el antiguo edificio de Triana el Convento de Nuestra Señora de la Salud, de la misma orden, que fue desamortizado en 1837. La comunidad de religiosas de la Salud se fusionó con la del Convento de Nuestra Señora de la Consolación. En 1878 la comunidad de Nuestra Señora de la Consolación se trasladó al inmueble de Triana.[12]
- Convento de la Encarnación, de monjas agustinas, estuvo ubicado en la Plaza de la Encarnación, trasladándose en 1819 a dependencias del antiguo Hospital de Santa Marta, en la plaza Virgen de los Reyes.[13]
- Convento de San Leandro, de monjas agustinas.
- Convento de la Visitación de Santa María (Salesas), obra de José María Aguilar y Vela.
- Convento de Santa Isabel, de la Congregación Filipense de Hijas de María Santísima de los Dolores, antes de Comendadoras de San Juan, situado en la calle Hiniesta, su origen data de 1490. La iglesia fue construida en 1602.
- Convento de Santa María de Jesús, de monjas clarisas, fundado en 1502, está situado en la calle Águilas.
- Convento de San José del Carmen, conocido también como de las Teresas. Se encuentra en la calle Santa Teresa. Fue fundado por Teresa de Jesús y trasladado a este emplazamiento en 1586.
- Convento de San José de las mercedarias descalzas. Fundado en 1625, ubicado en la plaza de las Mercedarias.
- Convento de San Buenaventura, calle de Carlos Cañal, de frailes franciscanos.
- Convento de San Antonio de Padua, de franciscanos.
- Convento del Santo Ángel, de carmelitas descalzos. El edificio actual procede de comienzos del siglo XVII.
- Convento del Buen Suceso, de padres carmelitas, con una iglesia barroca que alberga esculturas de Alonso Cano.
- Convento de San Jacinto, de padres dominicos.
- Beaterío de la Santísima Trinidad, de hermanas trinitarias, en la calle Santa Lucía.[14]

### Abandonada su función conventual

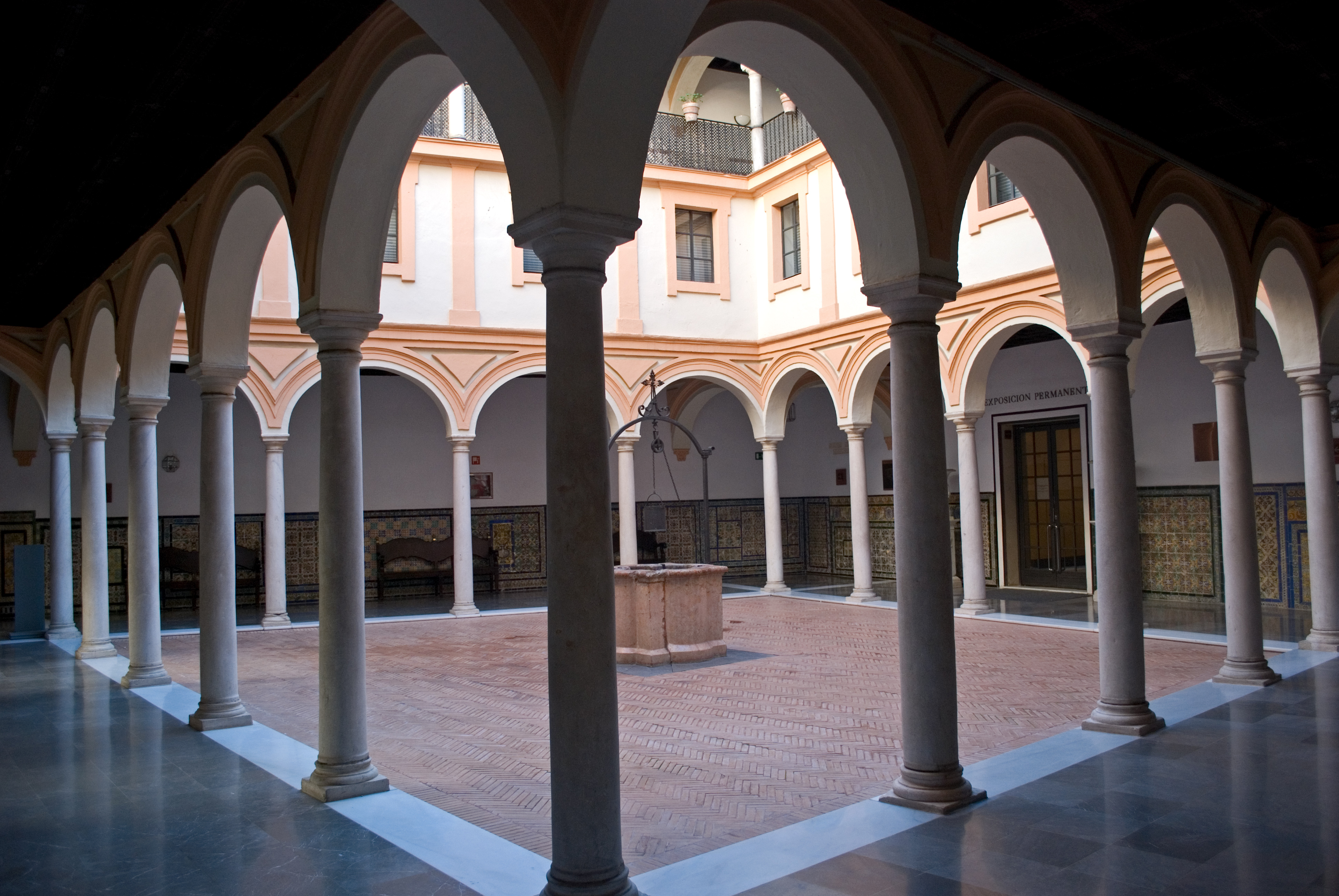
Claustro del Aljibe, interior del antiguo Convento de la Merced, actualmente Museo de Bellas Artes de Sevilla

- Monasterio de Santa María de las Cuevas
- Monasterio de San Jerónimo de Buenavista
- Convento de Santa Clara
- Convento de la Merced, actualmente Museo de Bellas Artes de Sevilla
- Convento de los Terceros Franciscanos
- Convento del Valle, del que actualmente solo se conserva la iglesia, que fue adquirida por la Hermandad de los Gitanos.
- Monasterio de San Benito de Calatrava, del que actualmente solo se conserva la iglesia, convertida en salón de actos del Colegio Nuestra Señora de los Reyes, estaba ubicado en la calle Calatrava.
- Convento del Espíritu Santo, de la Congregación de los Clérigos Regulares Menores. Solo se conserva la iglesia, convertida en la parroquia de Santa Cruz, ubicada en la calle Mateos Gago.
- Convento de Nuestra Señora de la Paz, situado en la calle Bustos Tavera. Su iglesia es la sede de la Hermandad de la Sagrada Mortaja.
- Convento de Santa María del Socorro, de concepcionistas franciscanas. Se marcharon en 2018 al Monasterio de la Purísima Concepción de Mairena del Aljarafe.[15]

### Derruidos
- Convento de San Pablo, perteneciente a la orden de los dominicos, del mismo solo se conserva la Parroquia de la Magdalena
- Convento de Nuestra Señora de Gracia, de trinitarios descalzos, situado en la Plaza del Cristo de Burgos, solo se conserva la torre de la iglesia.
- Convento de Santa Justa y Rufina o de las Vírgenes, de concepcionistas franciscanas, ubicado entre las calles Vírgenes y Conde de Ibarra.
- Convento de San Basilio.
- Convento de Regina Angelorum, de frailes dominicos, situado en la plaza de la Encarnación.
- Convento de Santo Tomás, situado frente del Archivo de Indias, fue derribado para abrir la actual Avenida de la Constitución.
- Convento de San Francisco, sobre cuyo solar está la plaza Nueva.
- Convento de Nuestra Señora del Pópulo, en el lugar que en el que hoy se encuentra el Mercado del Arenal.
- Convento de Santa María de las Dueñas, de monjas cistercienses, frente al Palacio de las Dueñas.
- Convento de Santa María de la Pasión de Nuestro Señor Jesucristo, de monjas dominicas, en la calle Sierpes.
- Convento de Santa María de Gracia, de monjas dominicas, junto a la Plaza del Duque.
- Convento de la Encarnación de Belén, de carmelitas calzadas, en la Alameda de Hércules.
- Convento de la Asunción, de mercedarias calzadas, en la calle Alfonso XII, siguiendo por las calles Abad Gordillo y San Vicente. Desamortizado en el siglo XIX y derruido en el XX. La comunidad se trasladó al Monasterio de Santiago de la Espada, llamándolo también Convento de la Asunción.[9]
- Convento de la Encarnación, sobre el que se encuentra la Plaza de la Encarnación. Derruido en el siglo XIX, la comunidad se trasladó a dependencias del Hospital de Santa Marta.
- Convento de la Concepción, de concepcionistas franciscanas, junto a la Iglesia de San Juan de la Palma.[16]
- Convento de la Concepción, de concepcionistas franciscanas, en el entorno de la Iglesia de San Miguel.[17]
- Convento de San Acacio, en la calle Sierpes con Pedro Caravaca.
- Convento de San Diego, de franciscanos descalzos, en la Glorieta de San Diego.

## Capillas
- Capilla de los Marineros.
- Capilla de San José.
- Capilla del Carmen.
- Capilla de Monte-Sion.

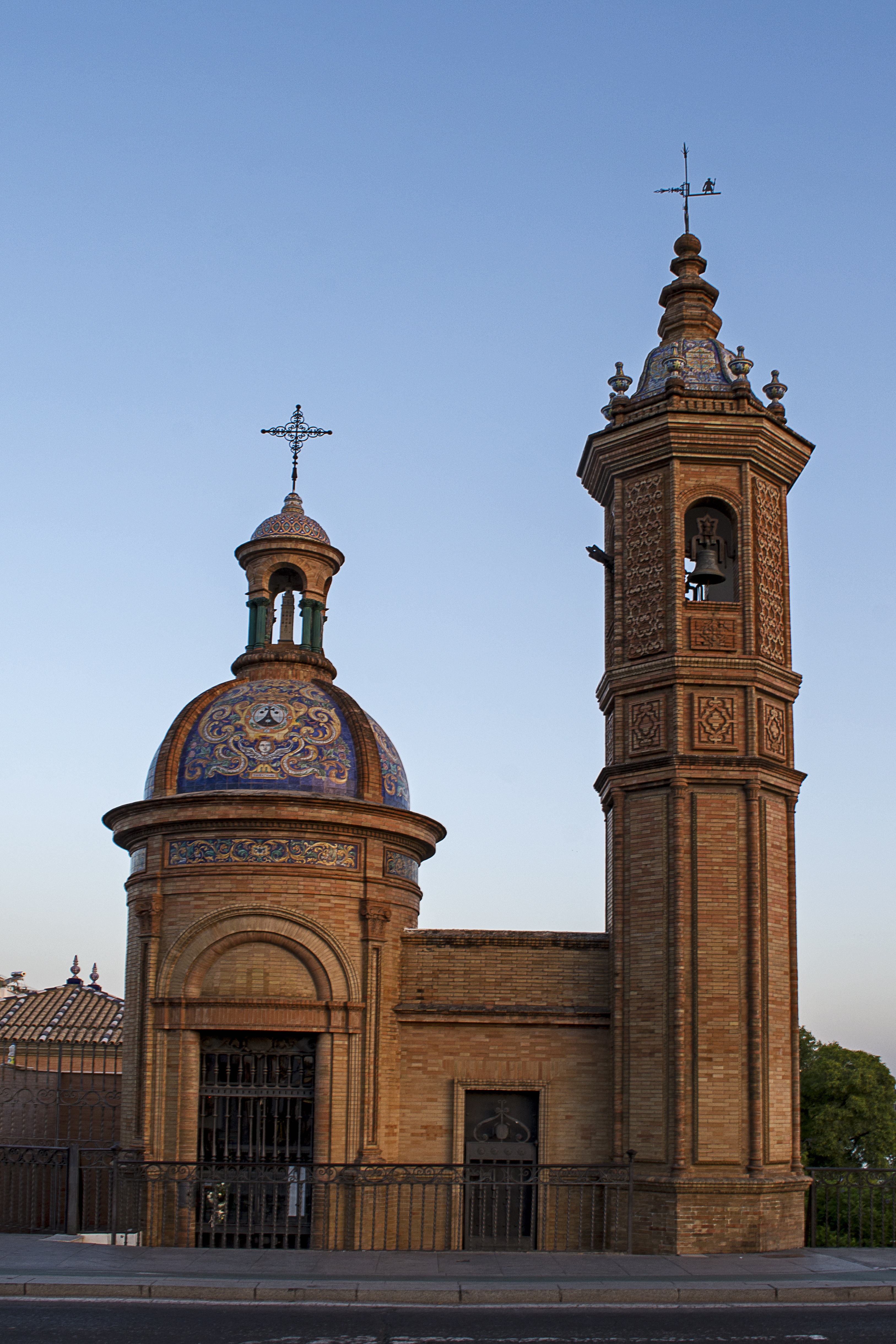
Capilla del Carmen, junto al puente de Triana.

- Capilla de Nuestra Señora del Mayor Dolor.
- Capilla de las Tres Necesidades.
- Capilla de La Estrella.
- Capilla del Dulce Nombre de Jesús.
- Capilla del Rosario.
- Capilla de la Fábrica de Tabacos.
- Capilla de la Universidad.
- Capilla de Nuestra Señora de los Ángeles.
- Capilla de San Andrés.
- Capilla de los Dolores.
- Capilla de Montserrat.
- Capilla del Baratillo o de la Piedad.
- Capilla del Patrocinio.
- Capilla del Museo.

## Templetes
- Templete de la Cruz del Campo
- Templete o Humilladero de San Onofre